# Alex O’Loughlin
Alexander O'Lachlan, conhecido como Alex O’Loughlin, (Camberra, 24 de agosto de 1976) é um ator australiano.

## Biografia
De descendência irlandesa e escocesa, Alex nasceu  na cidade de Camberra, mas cresceu em Sydney. Seu pai é professor de Física e Astronomia e sua mãe é enfermeira. Seus pais se divorciaram quando ele tinha dois anos de idade. Seu padrasto é canadense. A partir dos dez anos de idade, ele se dividia entre essas duas cidades.  
Alex tem uma irmã, que é um ano e meio mais nova do que ele, chamada Jackie. Desde pequeno já tinha interesse pela atuação, tendo estudado no prestigiado Instituto Nacional de Arte Dramática de Sydney, onde também se formaram atores da categoria de Mel Gibson e Cate Blanchett. Ele começou sua carreira no teatro, em Sydney, aparecendo em peças de Tchekhov e Tolstoi. Começou no cinema em 2004, com o filme The Oyster Farmer. No ano seguinte, atuou no filme Feed (Fome Assassina), que co-produziu, e no filme Man-Thing.
Na televisão, participou da minissérie The Incredible Journey of Mary Bryant e das séries The Shield e Criminal Minds. Trabalhou como protagonista no seriado Moonlight, seu personagem era o detetive-vampiro Mick St. John. O seriado era ao estilo noir e com algumas licenças em relação à mitologia dos vampiros. Foi cancelado em 2008, durante a greve dos roteristas, após uma só temporada. Em 2009, estrelou a série médica Three Rivers, como o protagonista Andrew (Andy) Yablonski, um cirurgião-chefe que fazia transplantes no hospital fictício Three Rivers de Pittsburgh. A série também foi cancelada, em dezembro de 2009, o motivo seria a baixa audiência.
Foi até 2020 protagonista da série Hawaii Five-0 onde interpretava Steve McGarrett, Comandante da força tarefa especial no Estado do Hawaii, exibida no Brasil pelo canal AXN. Em Portugal foi transmitida pela FOX e pela TVI.

## Filmografia
| Ano       | Título                                | Tradução                          | Papel              | Notas                     |
| --------- | ------------------------------------- | --------------------------------- | ------------------ | ------------------------- |
| 2004      | Oyster Farmer                         |                                   | Jack Flange        |                           |
| 2005      | Man-Thing                             | O Homem-Coisa: A Natureza do Medo | Eric Fraser        | Filme                     |
| 2005      | Feed                                  | Feed - Fome Assassina             | Michael Carter     | Filme                     |
| 2005      | The Incredible Journey of Mary Bryant |                                   | Will Bryant        | Minissérie australiana    |
| 2007      | The Invisible                         | O Invisível                       | Marcus Bohem       | Filme                     |
| 2007      | The Shield                            |                                   | Kevin Hiatt        | Série de TV               |
| 2007      | August Rush                           | O Som do Coração                  | Marshall           | Filme                     |
| 2007      | Moonlight                             | Moonlight                         | Mick St. John      | Série de TV               |
| 2008      | Whiteout                              | Terror na Antártida               | Russell Haden      | Filme                     |
| 2009      | Criminal Minds                        | Mentes Criminosas                 | Vincent            | Série de TV; Episode 4x22 |
| 2009      | Three Rivers                          | Três Rios                         | Dr. Andy Yablonski | Série de TV               |
| 2010      | The Back-Up Plan                      | Plano B                           | Stan               | Filme                     |
| 2010-2020 | Havaii Five-0                         | Havaí 5-0                         | Steve McGarrett    | Série de TV               |

## Prêmios
Em 2005, O'Loughlin foi escolhido melhor ator de televisão por seu trabalho em The Incredible Journey of Mary Bryant, no Australian Film Institute Awards. No Logie Awards de 2006, ele foi escolhido melhor ator em séries dramáticas pela mesma obra, assim vemos que este ator é um ótimo artista, consegue transmitir o que a sua personagem está a sentir.

## Curiosidades
Alex além de contar com  1.85m e olhos azuis, possui algumas tatuagens em seu corpo, sendo duas delas uma em cada parte superior dos braços e uma na parte inferior das costas. Suas tatuagens foram maquiadas para interpretar alguns papéis, como em Moonlight e no filme Plano B, mas são bem visíveis nos filmes The Oyster Farmer, O Invisível e Terror na Antártida, assim como na série Hawaii Five-0, dentre outros. Ele é muito bem parecido, e faz muitas das cenas de luta.